# Buna (Neretva)
Pour les articles homonymes, voir Buna.
La Buna est une petite rivière de Bosnie-Herzégovine. Longue de 9 km, elle est un affluent gauche de la Neretva.

## Parcours
La Buna prend sa source dans des sols karstiques près du village de Blagaj, à une quinzaine de kilomètres au sud-est Mostar ; le lieu est connu sous le nom de Vrelo Bune. La rivière se jette dans la Neretva près du village de Buna.

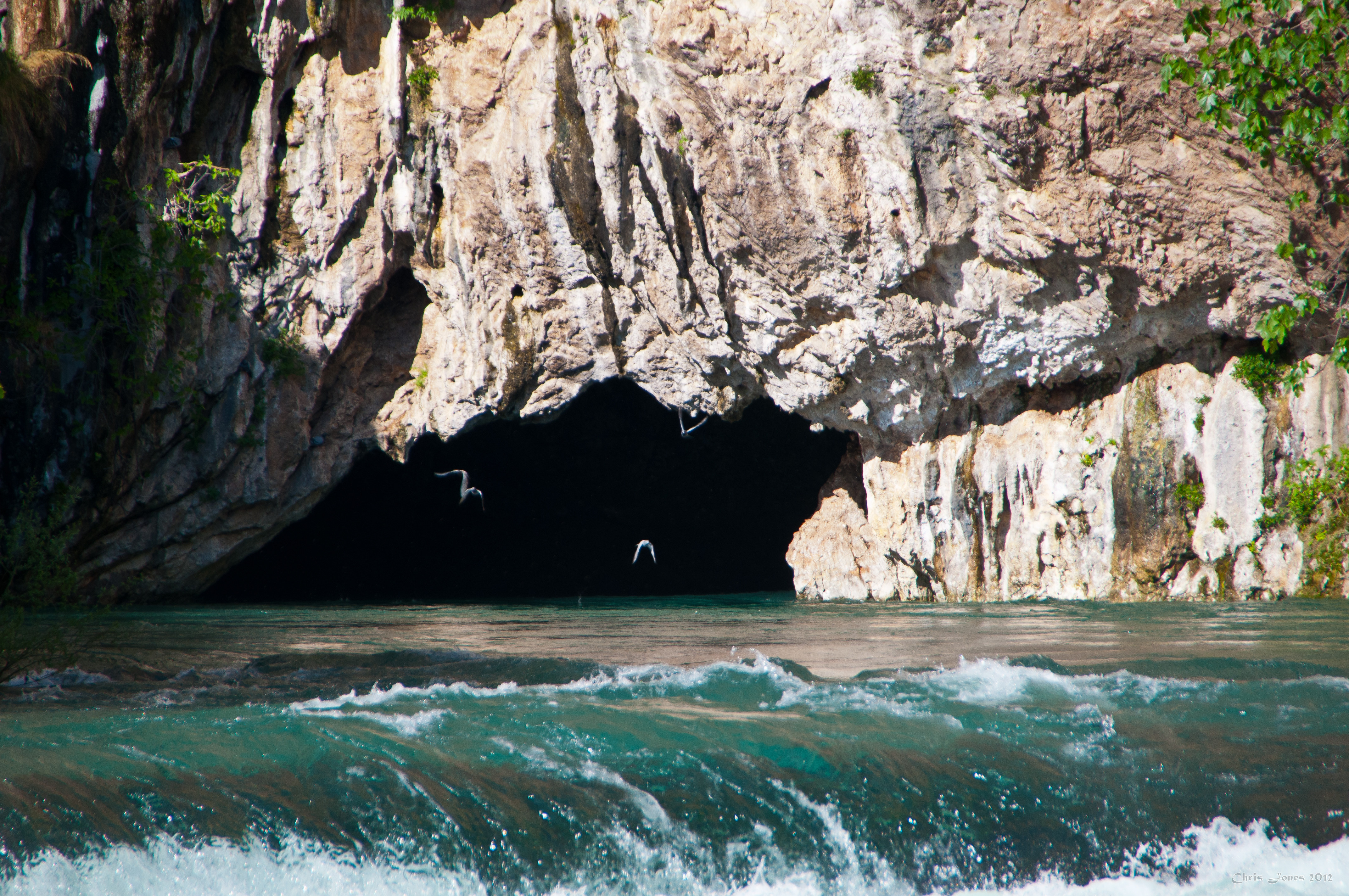
La source de la Buna.

## Protection et patrimoine
Le site de la source est inscrit sur la liste des réserves de paysages naturels de Bosnie-Herzégovine.
À proximité immédiate de la source se trouve un ancien khanqah (tekke), déjà mentionné par le voyageur ottoman Evliya Çelebi en 1664. Cet ensemble architectural, connu sous le nom de tekke de Blagaj, est inscrit sur la liste des monuments nationaux de Bosnie-Herzégovine.

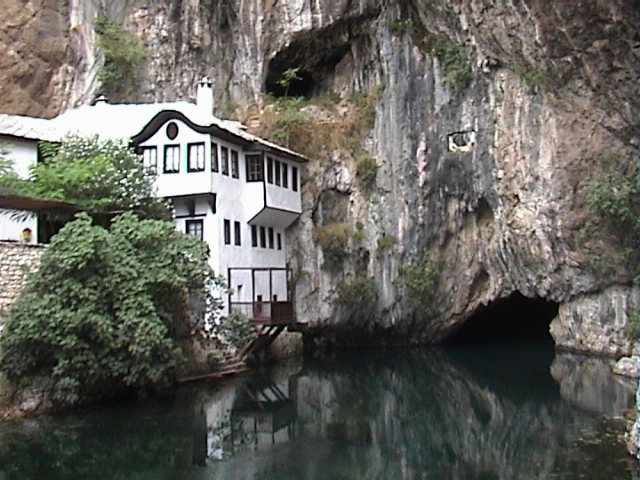
La source de la Buna avec la tekke de Blagaj.

Un ensemble de moulins sur la rivière fait également partie de l'« ensemble naturel et architectural de Blagaj » proposé par le pays pour une inscription sur la liste du patrimoine mondial de l'UNESCO.

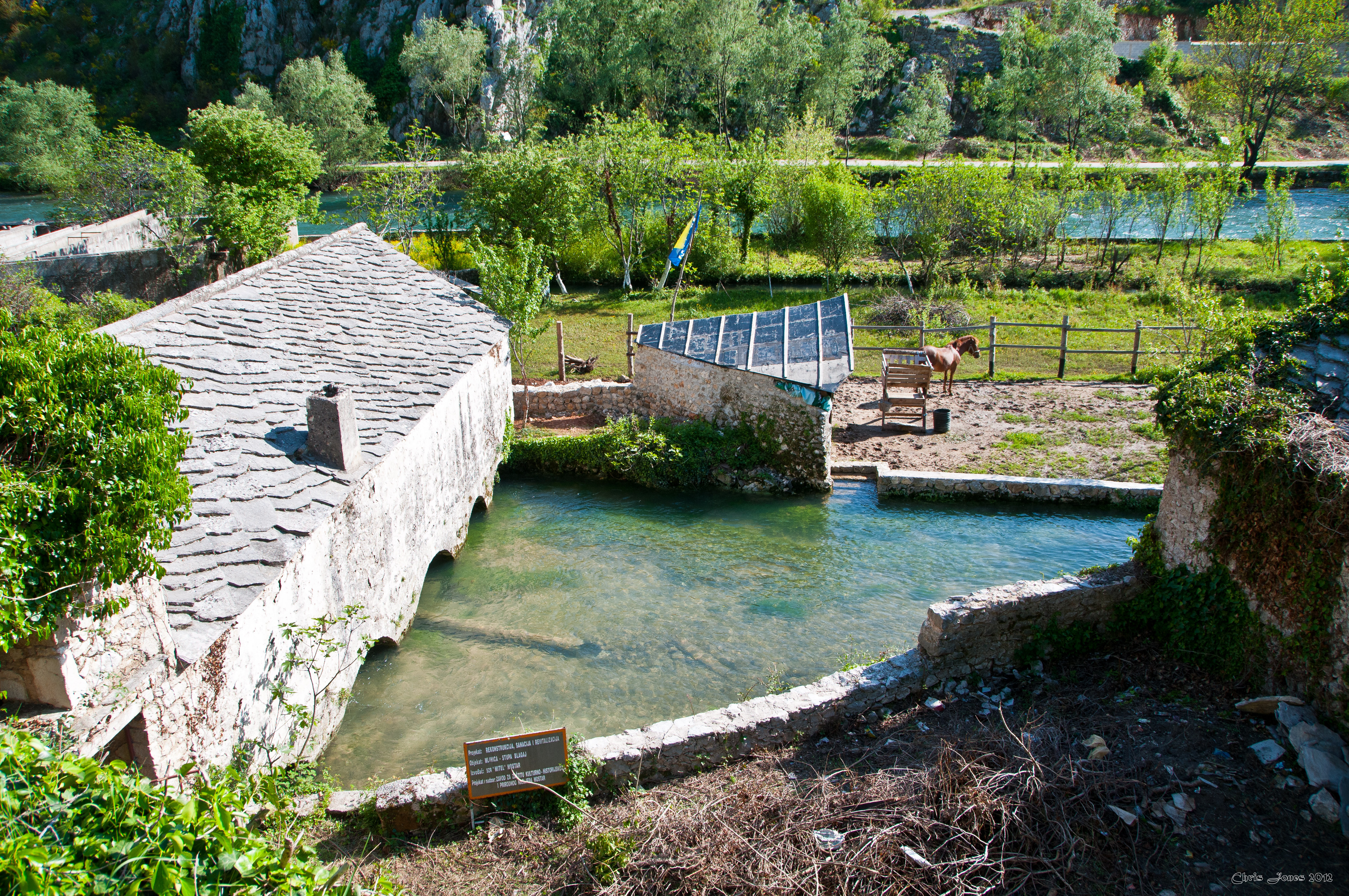
Un moulin sur la Buna.